# Szamoa himnusza
Szamoa himnusza, hivatalos nevén "The Banner of Freedom" , magyarul ,,A Szabadság zászlaja" az ország egyik nemzeti jelképe. A dal zenéjét és szövegét egyaránt Sauni Iiga Kuresa (1900-1978) fidzsii születésű klasszikus zeneszerző írta. A művet zongorára komponálták, kórus kísérettel. A Szabadság zászlaja 1962-ben, közvetlenül az Új-Zélandtól való elszakadás után vált Nyugat-Szamoa nemzeti himnuszává. 

## Szövege

A világ országai nemzeti himnuszuk hangneme szerint, Szamoa sötétzöld pöttyként látható a térkép jobb alsó sarkában, mivel himnusza gesz-dúrban íródott

### Szamoaiul
Samoa, tula'i ma sisi ia lau fu'a, lou pale lea!
Samoa, tula'i ma sisi ia lau fu'a, lou pale lea!
Vaai 'i na fetu o lo'u a agiagia ai:
Le faailoga lea o Iesu, na maliu ai mo Samoa.
Oi, Samoa e, u'u mau lau pule ia faavavau.
'Aua e te fefe; o le Atua lo ta fa'avae, o lota sa'olotoga.
Samoa, tula'i: 'ua agiagia lau fu'a, lou pale lea!

### Angolul
Samoa, arise and raise your flag, your crown!
Samoa, arise and raise your flag, your crown!
Look at those stars that are waving on it:
This is the symbol of Jesus, who died on it for Samoa.
Oh, Samoa, hold fast your power forever.
Do not be afraid; God is our foundation, our freedom.
Samoa, arise: your flag is waving, your crown!

### Magyarfordítás
Kelj fel Szamoa, emeld fel zászlód, koronád!
Kelj fel Szamoa, emeld fel zászlód, koronád!
Nézz a rajta integető csillagokra:
Ez Jézus jele, aki meghalt Szamoáért.
Ó, Szamoa, szorosan tartsd meg erőd örökké.
Ne félj; Isten a mi kősziklánk, a szabadságunk.
Kelj fel Szamoa: zászlód lobog, koronád!